# Ingar Sigvardsdotter
Ingar Sigvardsdotter (* 20. November 1968 in Kivik als Ingar Hanna Sigrid Sigvardsdotter) ist eine schwedische Schauspielerin.

## Leben
Neben ihrer schauspielerischen Ausbildung, die Besuche von 1991 bis 1993 an der Calle Flygare Theatre School und 1997 am The Swedish Dramatic Institute umfasst, hat sie zusätzlich zum absolvierten Gesangsunterricht auch Sprachkenntnisse in Schwedisch, Deutsch, Englisch und Französisch. Deutsch lernte sie auf dem Gymnasium und verfeinerte ihre Sprachkenntnisse später, als sie auf einer Fähre arbeitete, die zwischen Trelleborg und Travemünde fuhr. Diesem Umstand verdankt sie es, dass sie neben schwedischen Produktionen auch in mehreren deutschen zu sehen war, darunter im Tatort, in Die Rückkehr des Tanzlehrers und Theo, Agnes, Bibi und die anderen.

## Filmografie (Auswahl)
- 2000: Rederiet (Fernsehserie, 6 Episoden)
- 2000: The Unknown (Det okända.)
- 2001: Anderssons älskarinna (Fernsehserie, 5 Episoden)
- 2003: Hannah med H
- 2004: Die Rückkehr des Tanzlehrers (Fernsehfilm)
- 2004: Fragile
- 2006: Kommissar Beck: Zerschlagene Träume (Fernsehfilm)
- 2006: Tatort – Mann über Bord (Fernsehserie)
- 2007: Theo, Agnes, Bibi und die anderen (Fernsehfilm)
- 2008: Dildon – en skakande historia (Kurzfilm)
- 2012: Wither (Vittra)
- 2012: Solsidan (Fernsehserie, Episode 3x06)
- 2018: Lingonligan (Fernsehserie, Episode 1x08)